# Giannina Lattanzio
Giannina Lattanzio es una futbolista ítalo - ecuatoriana que juega para América de Cali de Colombia desde enero del 2023; la temporada pasada jugó como refuerzo en el Barcelona Sporting Club, al final del 2022, y anteriormente jugó también en los equipos de Ecuatorianos Independiente del Valle en 2020, Deportivo Cuenca en 2019, Unión Española de 2015 al 2018, para el Rocafuerte Fútbol Club con el que ganó el primer y segundo campeonato femenino de fútbol en Ecuador y clasificaron a la Copa Libertadores Femenina. Jugó en el OSA Seattle de Estados Unidos en la segunda mitad del 2018, y en el Joventud Almassora de España, en la temporada de inicio del 2019.

## Biografía
Nació en Milán, Italia. A la edad de 13, en 2006, formó parte del club femenino del Inter de Milán, con el que jugó la Copa Italiana.
Años después se trasladó con su familia a Guayaquil, Ecuador, donde se estableció en el equipo de fútbol femenino de Liga de Quito en 2011 con el que jugó la Copa Libertadores.
En 2013 se enroló en el Rocafuerte Futbol Club, en el cual, marcó 12 goles durante el campeonato nacional de ese año, con dicho club fue bicampeona en los años 2013 y 2014, posteriormente formó parte del club Unión Española desde el 2015 hasta mediados del año 2018, en aquella fecha migró a la liga de fútbol femenino de Estados Unidos, a inicios del 2019 viajó a España a enrolarse al club Joventut Almassora de, allí permaneció durante medio año.
En la segunda mitad del 2019 regresa al Ecuador para reforzar al Club Deportivo Cuenca Femenino, equipo en el cual se coronó campeona de la naciente Superliga Femenina, en 2020 fue fichada por las Dragonas del Independiente del Valle de Quito.
En el 2022 jubo con Barcelona Sporting Club en la final de la temporada como refuerzo del equipo de Guayaquil, Ecuador
El 2023 ha sido fichada por América de Cali, donde realiza su pretemporada para el inicio del campeonato femenino colombiano.

## Selección nacional
Ha sido internacional con la Selección femenina de fútbol de Ecuador que participó en la Copa del Mundo 2015 jugada en Canadá.

### Participaciones en Copas del Mundo
| Mundial                                 | Sede   | Resultado    | Partidos | Goles |
| --------------------------------------- | ------ | ------------ | -------- | ----- |
| Copa Mundial Femenina de Fútbol de 2015 | Canadá | Primera Fase | 1        | 0     |

### Participaciones en Copa América
| Copa América               | Sede     | Resultado    | Partidos | Goles |
| -------------------------- | -------- | ------------ | -------- | ----- |
| Copa América Femenina 2014 | Ecuador  | Tercer lugar | 5        | 3     |
| Copa América Femenina 2018 | Chile    | Primera fase | 4        | 0     |
| Copa América Femenina 2022 | Colombia | Primera fase | 3        | 1     |

## Clubes
| Club                    | País           | Año       | Part. | Goles | Prom. |
| ----------------------- | -------------- | --------- | ----- | ----- | ----- |
| Inter de Milán          | Italia         | 2006-2011 |       |       |       |
| Liga de Quito           | Ecuador        | 2011-2012 |       |       |       |
| Rocafuerte F.C          | Ecuador        | 2013-2014 | 38..  | 36..  | 0.95  |
| Unión Española          | Ecuador        | 2015-2018 | 47    | 23    | 0,49  |
| Osa Seattle             | Estados Unidos | 2018      |       |       |       |
| Joventut Almassora      | España         | 2019      |       |       |       |
| Deportivo Cuenca        | Ecuador        | 2019      | 28    | 9     | 0,32  |
| Barcelona Sporting Club | Ecuador        | 2022      |       |       |       |
| América de Cali         | Colombia       | 2023      |       |       |       |

Actualizado al 11 de diciembre del 2022.

## Palmarés

### Títulos nacionales
| Título                                            | Club                           | País    | Año        |
| ------------------------------------------------- | ------------------------------ | ------- | ---------- |
| Campeonato Ecuatoriano de Fútbol Femenino 2013    | Rocafuerte Fútbol Club         | Ecuador | 2013       |
| Campeonato Ecuatoriano de Fútbol Femenino 2014    | Rocafuerte Fútbol Club         | Ecuador | 2014       |
| Campeonato Ecuatoriano de Fútbol Femenino 2015    | Unión Española                 | Ecuador | 2015       |
| Campeonato Ecuatoriano de Fútbol Femenino 2016    | Unión Española                 | Ecuador | 2016       |
| Campeonato Ecuatoriano de Fútbol Femenino 2017-18 | Unión Española                 | Ecuador | 2017- 2018 |
| Súperliga Ecuatoriana de Fútbol Femenino 2019     | Club Deportivo Cuenca Femenino | Ecuador | 2019       |

### Distinciones individuales
| Distinción                                | Distinción | Club                   | Año  |
| ----------------------------------------- | ---------- | ---------------------- | ---- |
| Goleadora del Serie A Femenina de Ecuador |            | Rocafuerte Fútbol Club | 2013 |